# JL-3
JL-3 (巨浪-3; Jù Làng Sān) är Kinas tredje generation av ubåtsburen kärnvapenbestyckad ballistisk robot (SLBM).
JL-3 är utvecklad från den interkontinentala ballistiska roboten DF-41 (ICBM) och förväntas ersätta JL-2. Atomubåtar av Tang-klass Typ 096 kommer att bestyckas med JL-3.
I november 2018 gjordes den första provflygningen med JL-3 i Bohaihavet. och följdes upp av ytterligare en testflygning i juni 2019.